# محوطه بنالک
محوطه بنالک مربوط به سده‌های میانه دوران‌های تاریخی پس از اسلام سده‌های ۶ تا ۹ ه.ق است و در شهرستان زرآباد دهستان زرآباد غربی، ۴۰ کیلومتری غرب جهلو، ۳ کیلومتری شمال غرب میر آباد، ۳۰۰ متری غرب روستای بنالک واقع شده و این اثر در تاریخ ۲۶ اسفند ۱۳۸۷ با شمارهٔ ثبت ۲۵۸۵۴ به‌عنوان یکی از آثار ملی ایران به ثبت رسیده است.